# زانکت اوسوالد، مودربروگ
زانکت اوسوالد (به آلمانی: Sankt Oswald-Möderbrugg) یک منطقهٔ مسکونی در اتریش است که در مورتال واقع شده‌است. زانکت اوسوالد ۵۶٫۲۶ کیلومتر مربع مساحت دارد ۹۱۵ متر بالاتر از سطح دریا واقع شده‌است.

## خواهرخوانده
شهر پرویسیش اولدندورف خواهرخواندهٔ زانکت اوسوالد، مودربروگ هست.